# エスポラーダ北海道
エスポラーダ北海道（エスポラーダほっかいどう、英語: Espolada Hokkaido）は、日本の北海道札幌市をホームタウンとする、日本フットサルリーグ（Fリーグ）に加盟するフットサルクラブである。

## 概要
北海道から2009年以降の日本フットサルリーグ（Fリーグ）参加を目指し、東京にてサッカースクールを経営する株式会社フィートエンターテイメントが中心となり2008年1月に設立。
チーム名の「エスポラーダ」はポルトガル語で北極星を意味する「estrela polar」と、戦士を意味する「soldado」の造語である。ホームスタジアムは北海道立総合体育センター（きたえーる）。
クラブ設立者の小野寺裕司はLEOCの代表取締役であり、LEOCがスポンサーを務める日本プロサッカーリーグ（Jリーグ）に加盟する横浜FCの運営会社である株式会社横浜フリエスポーツクラブの元代表。

## 歴史

### 2008年
2008年3月6日に「北海道フットサルクラブ」を設立し、初代監督に元フットサル日本代表の小野寺隆彦が就任。4月19日のサッポロファクトリーアトリウムで「北海道フットサルクラブ」のチーム発表イベントを実施し、イベントではチーム名称最終候補・監督選手発表が行われた。5月11日に北海道フットサルリーグが開幕し、第1節D.C旭川FCの対戦が初公式戦となり、5-1で公式戦初勝利を飾った。7月21日に大通公園でのサッポロビアガーデンでチーム名が発表され、一般公募により「エスポラーダ」に決定、同時にロゴとエンブレムも発表された。クラブエンブレムには、その意味が内包されている。10月16日に2009-10シーズンからのFリーグ参入が決定した。10月19日、真駒内セキスイハイムアリーナでホームゲーム初有料試合を開催（Move Up The F League! 8-1 C.R.B Safilva 観客822人）。11月23日にFリーグ第12節（真駒内セキスイハイムアリーナ、セントラル開催）のイベントでFリーグ新規参入の挨拶などが行われた。北海道フットサルリーグで1stステージ全勝優勝、2ndステージも全勝優勝で北海道リーグ史上初の1st2ndの完全優勝。更にはFUTSAL地域チャンピオンズリーグ（全国のアマチュアの最高峰）でも優勝を決め、2008シーズンは五冠を達成した。

### 2009-10
2009-10シーズンからFリーグに初参加。5月21日に新体制を発表され、水上玄太（ステラミーゴいわて花巻）と阿部哲也（コンサドーレ札幌）が新加入した。8月23日、初のFリーグ開幕戦でASVペスカドーラ町田と対戦し、4-4で引き分けた。9月6日にFリーグ参戦の初北海道ホーム開幕戦（湿原の風アリーナ釧路）でバサジィ大分を5-3で下しホーム開幕戦を勝利で飾った。

### 2011-12
2011年12月16日は元サッカー日本代表で横浜FC所属の三浦知良がFリーグ参戦することが決定した。2012年1月15日、第23節府中アスレティックFC戦にスポット出場した。4月2日に一般社団法人エスポラーダ北海道スポーツクラブを設立した。

### 2018-19
2018年1月18日、Fリーグが2018-2019シーズンから2部制を導入するにあたって新設されるFリーグディビジョン1（F1）へ参加することが決定した。

### 2019-20
2019年12月6日、チーム創設から12年間率いた小野寺隆彦が19-20シーズンでの監督退任を発表。翌2020年4月1日、クラブOBでありFリーグ選抜の監督も務めた金井一哉が監督に就任した。

### 2022-23
2022年3月6日、監督退任後もGMとして在任していた小野寺の退団を発表。3月11日、水上玄太が選手兼任でGMに就任することが発表された。

### 2023-24
2023年3月1日、金井の監督退任を発表。4月18日、クラブOBであり22-23シーズンのトップチームコーチだった嵯峨祐太が監督に就任した。
嵯峨は中富良野町在住、旭川市勤務、勤務後に札幌市での練習を指揮する激務となり、さらにチーム方針から北海道在住・在勤など縁のある選手しか入団出来ない選手層の薄さもあって低迷していた順位を押し上げることは出来ず、23-24シーズンはアウェー名古屋戦で勝利をするなどの金星はあったがレギュラーシーズン、ファイナルステージともに最下位を脱出することが出来ずにF1/F2入替戦へ回ることとなった。
2023年12月21日、嵯峨の監督退任を発表。
2024年2月17日・18日の2日間で行われた入替戦はF2優勝のヴォスクオーレ仙台と対戦、第一戦は一進一退の攻防の中、終盤に今季限りで引退を表明していた室田祐希の第二PKで2-2に一旦は追い付いたが試合終了間際に失点し2-3で敗退、後がない第二戦も仙台に先制され前半終了間際の室田のゴールで1点を返すのがやっとの1-4で敗戦、二戦合計3-7で敗退となりチーム創立初のF2降格となった。
3月29日、後述の廃部問題に端を発し、水上がGMを退任（以降『選手兼クラブアドバイザー』へ）。新たに石井肇がGMに就任した。

### 2024-25
4月2日、イルネーヴェ（女子チーム）の監督であるクラブOBの菅野大祐がイルネーヴェの監督を退任と同時にトップチームの新監督に就任した。
4月9日、昨季限りでの引退を表明していた室田祐希が電撃で現役復帰を果たす。
『全勝優勝、1年でF1復帰』を掲げたチーム初のF2での戦いは、開幕から4連勝で暫定首位に。しかし天王山となった6月30日のボアルース長野戦に0-1で敗れ首位の座を陥落すると、そのまま長野が無敗優勝でF1へ自動昇格（自動昇格は1チームのみ）。結局勝ち点9差の2位に終わり、『1年でのF1復帰』とはならなかった。なお、室田は24-25シーズンのFリーグDivision2最優秀選手賞（MVP）を受賞した。
2025年3月28日、菅野が監督を退任。同日、FIBRA FCから平山将望が新監督として就任した。OB選手を監督として起用する事が続いていたクラブにとっては、外部から監督を招聘する初のケースとなった。

## 廃部騒動
2024年3月19日、北海道新聞の記事で2024-25シーズンの成績によっては廃部を検討する記事が出た。
記事によると実質上の親会社である明日佳グループ（LEOCの創業者小野寺眞悟が代表を務める北海道の医療法人・社会福祉法人の集合体）がスポンサーとして運営をしているが、低迷する成績を理由に2024-25シーズンのF1復帰が条件で廃部を検討してるという記事が出ている。
10月末、サポーター有志がチームの存続を求める署名活動を開始。2000を超える署名が集まり、12月4日にチーム事務局へ提出された。
11月1日、ここまでリーグ2位とチームが好調で、なおかつシーズン当初よりホーム試合の入場者数も増加するなどして、存続へチーム運営法人上層部の理解が得られたことで翌25-26シーズンもチームが存続することが決まったが、2年後（26-27シーズン）以降の存続については未定とされている。
なお、前述の2011年の三浦知良参戦も、三浦が所属していた横浜FCの当時の筆頭株主が明日佳グループであり、フットサル日本代表として参戦を目指した三浦のために実戦経験を積ませる目的もあった。

## チーム成績
| 年度    | 順位 | 所属              | 勝点 | 試合 | 勝利 | 引分 | 敗戦 | 得点 | 失点 | 差  |
| ------- | ---- | ----------------- | ---- | ---- | ---- | ---- | ---- | ---- | ---- | --- |
| 2009-10 | 4位  | Fリーグ           | 40   | 27   | 12   | 4    | 11   | 80   | 81   | -1  |
| 2010-11 | 7位  | Fリーグ           | 28   | 27   | 8    | 4    | 15   | 78   | 104  | -26 |
| 2011-12 | 9位  | Fリーグ           | 28   | 27   | 8    | 4    | 15   | 66   | 96   | -30 |
| 2012-13 | 6位  | Fリーグ           | 40   | 27   | 11   | 7    | 9    | 76   | 88   | -12 |
| 2013-14 | 8位  | Fリーグ           | 44   | 36   | 13   | 5    | 18   | 93   | 113  | -20 |
| 2014-15 | 4位  | Fリーグ           | 58   | 33   | 16   | 10   | 7    | 86   | 68   | +18 |
| 2015-16 | 6位  | Fリーグ           | 54   | 33   | 16   | 6    | 11   | 96   | 84   | +12 |
| 2016-17 | 9位  | Fリーグ           | 34   | 33   | 10   | 4    | 19   | 83   | 110  | -12 |
| 2017-18 | 10位 | Fリーグ           | 24   | 33   | 6    | 6    | 21   | 76   | 134  | -58 |
| 2018-19 | 11位 | Fリーグ Division1 | 19   | 33   | 5    | 4    | 24   | 70   | 140  | -70 |
| 2019-20 | 11位 | Fリーグ Division1 | 29   | 33   | 8    | 5    | 20   | 76   | 116  | -40 |
| 2020-21 | 10位 | Fリーグ Division1 | 18   | 22   | 4    | 6    | 12   | 49   | 61   | -12 |
| 2021-22 | 11位 | Fリーグ Division1 | 13   | 22   | 3    | 4    | 15   | 41   | 83   | -42 |
| 2022-23 | 10位 | Fリーグ Division1 | 23   | 22   | 7    | 2    | 13   | 60   | 89   | -29 |
| 2023-24 | 12位 | Fリーグ Division1 | 15   | 27   | 4    | 4    | 19   | 56   | 99   | -43 |
| 2024-25 | 2位  | Fリーグ Division2 | 41   | 18   | 13   | 2    | 3    | 81   | 52   | +29 |
| 2025-26 |      | Fリーグ Division2 |      | 16   |      |      |      |      |      |     |

## 現所属選手
2025-26シーズン（各ポジションの役割についてはこちらを参照）
ポジション：G＝ゴレイロ　A＝アラ 　F＝フィクソ　P＝ピヴォ
| No.  | Pos. | 名前       | 出身地   | 前所属                         | 備考 |
| ---- | ---- | ---------- | -------- | ------------------------------ | --- |
| １   | G    | 戸田貴英   | 札幌市   | バサジィ大分                   | 3シーズンぶりの復帰 |
| 2    | G    | 杉上理央   | 室蘭市   | ARIVALUS室蘭                   | 新加入選手 |
| 5    | A    | 櫛部悠路   | 旭川市   | Y.S.C.C.横浜フットサルセカンド | |
| ６   | P    | 笠島大暉   | 札幌市   | シュライカー大阪               | 新加入選手 |
| 7    | A    | 室田祐希   | 札幌市   | ペスカドーラ町田               | チームキャプテン 元フットサル日本代表 Fリーグ新人賞（11-12） Fリーグ年間ベスト5（20-21）＊町田在籍時 FリーグDivision2最優秀選手賞（24-25） |
| 10   | A    | 鈴木裕太郎 | 札幌市   | エスポラーダ北海道セカンド     | |
| 14   | A    | 菅原慶達   | 苫小牧市 | 札幌大学サッカー部             | 新加入選手 |
| 16   | A／F | 山本航平   | 札幌市   | 大阪成蹊大学フットサル部       | |
| 17   | P    | 水上玄太   | 札幌市   | ステラミーゴいわて花巻         | 選手兼クラブアドバイザー Fリーグ年間ベスト5（09-10、11-12、12-13）                                                                         |
| 18   | A    | 宮原勇哉   | 厚岸町   | 広島エフ・ドゥ                 | 副キャプテン |
| 19   | A    | 中浦慶大   | 稚内市   | エスポラーダ北海道セカンド     | |
| 20   | F    | 佐藤明生   | 苫小牧市 | コバルトーレ女川               | |
| 21   | F    | 中野翼     | 岩見沢市 | エスポラーダ北海道サテライト   | 昇格選手 |
| 22   | A    | 髙橋翼     | 釧路市   | エスポラーダ北海道セカンド     | |
| 23   | A／P | 西村啓     | 札幌市   | ヴァンラーレ八戸               | |
| 24   | A    | 荒谷洸介   | 札幌市   | エスポラーダ北海道サテライト   | 昇格選手 |
| 25   | G    | 吉川頼     | 南幌町   | エスポラーダ北海道セカンド     | |
| 監督 | 監督 | 平山将望   | 札幌市   | FIBRA FC                       | 今季就任 |

## ホームアリーナ
ホームゲームは北海きたえーる・湿原の風アリーナ釧路・旭川大雪アリーナ・函館アリーナ・北ガスアリーナ札幌46・よつ葉アリーナ十勝・真駒内セキスイハイムアイスアリーナ・札幌市美香保体育館・小樽市総合体育館・苫小牧市総合体育館・中標津町総合体育館での開催実績がある。（シーズンごとに開催されるアリーナは変わる為、詳細はこちらを参照）

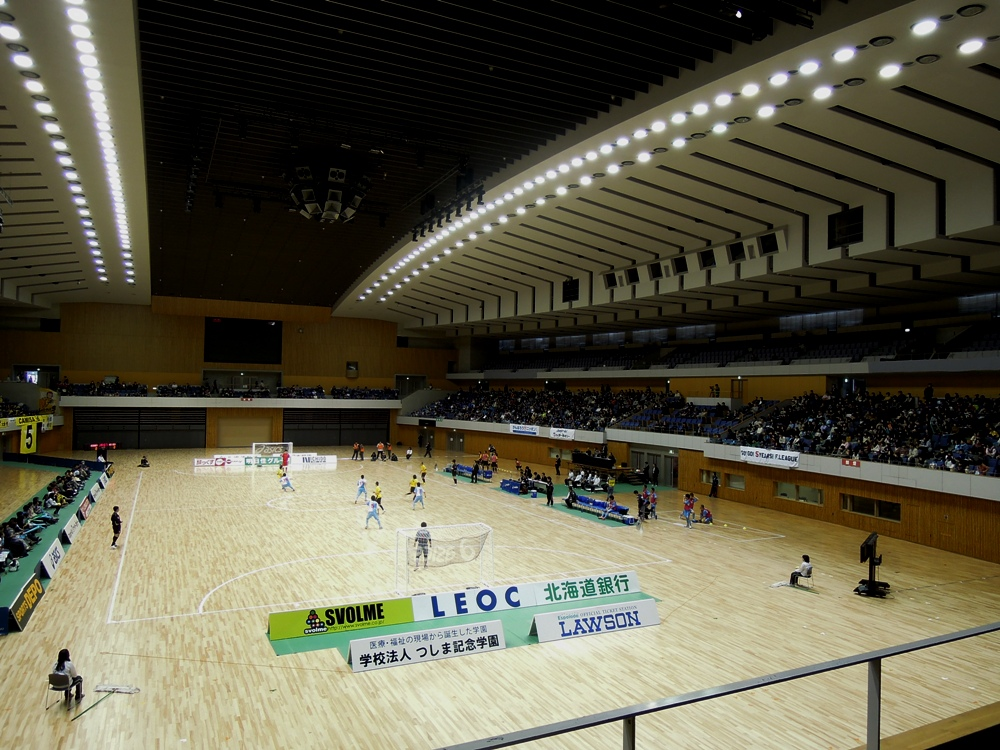
北海きたえーる
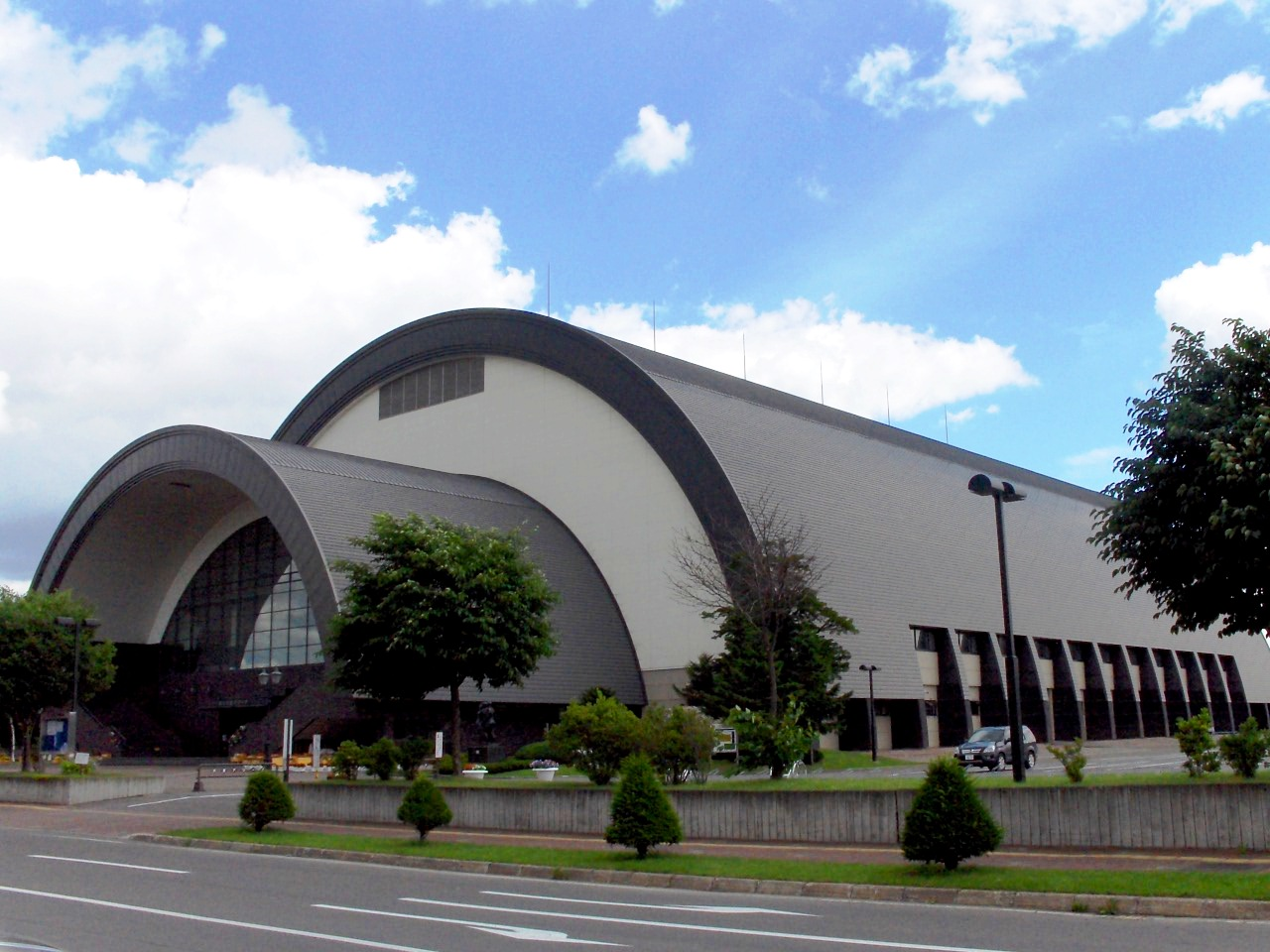
旭川大雪アリーナ
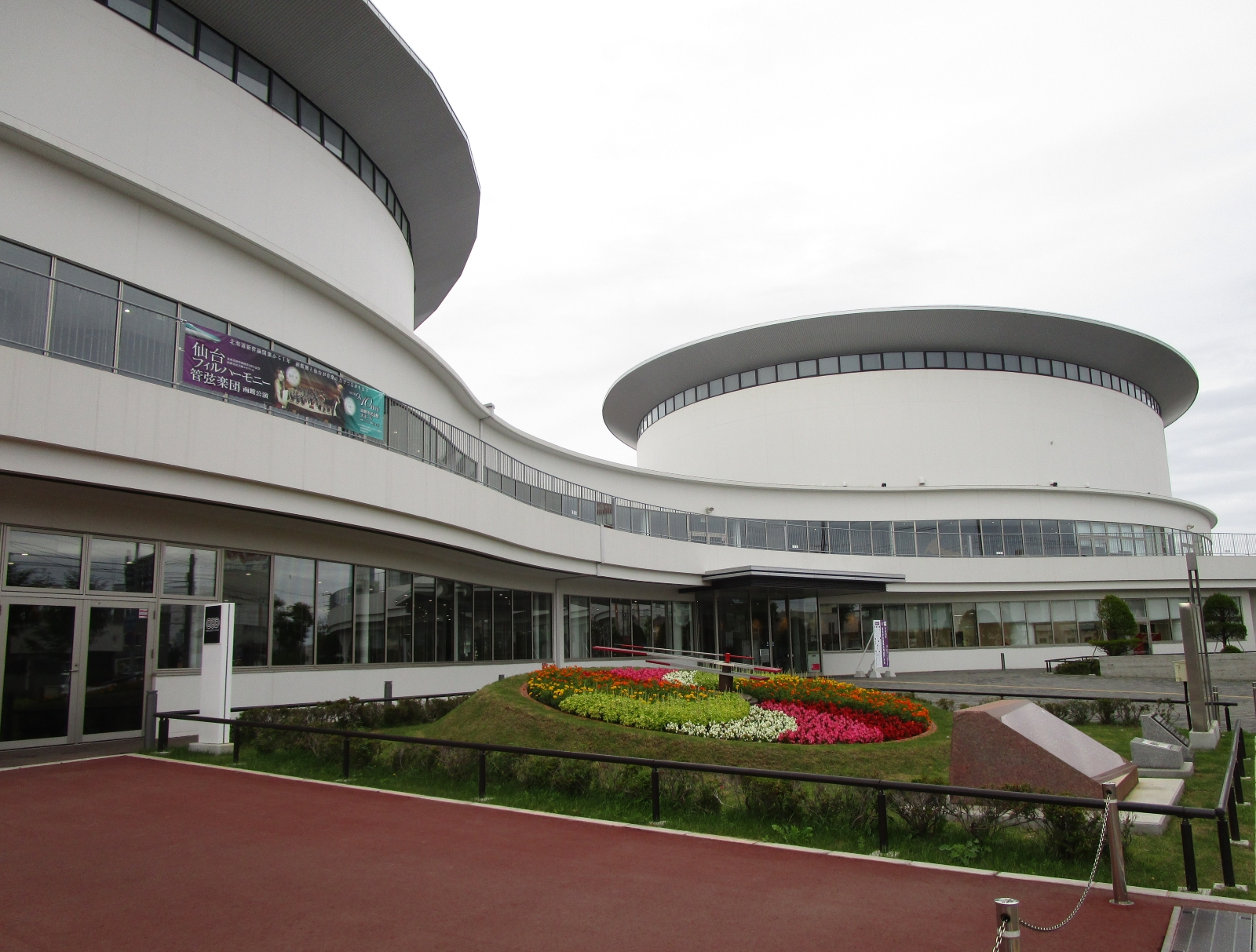
函館アリーナ
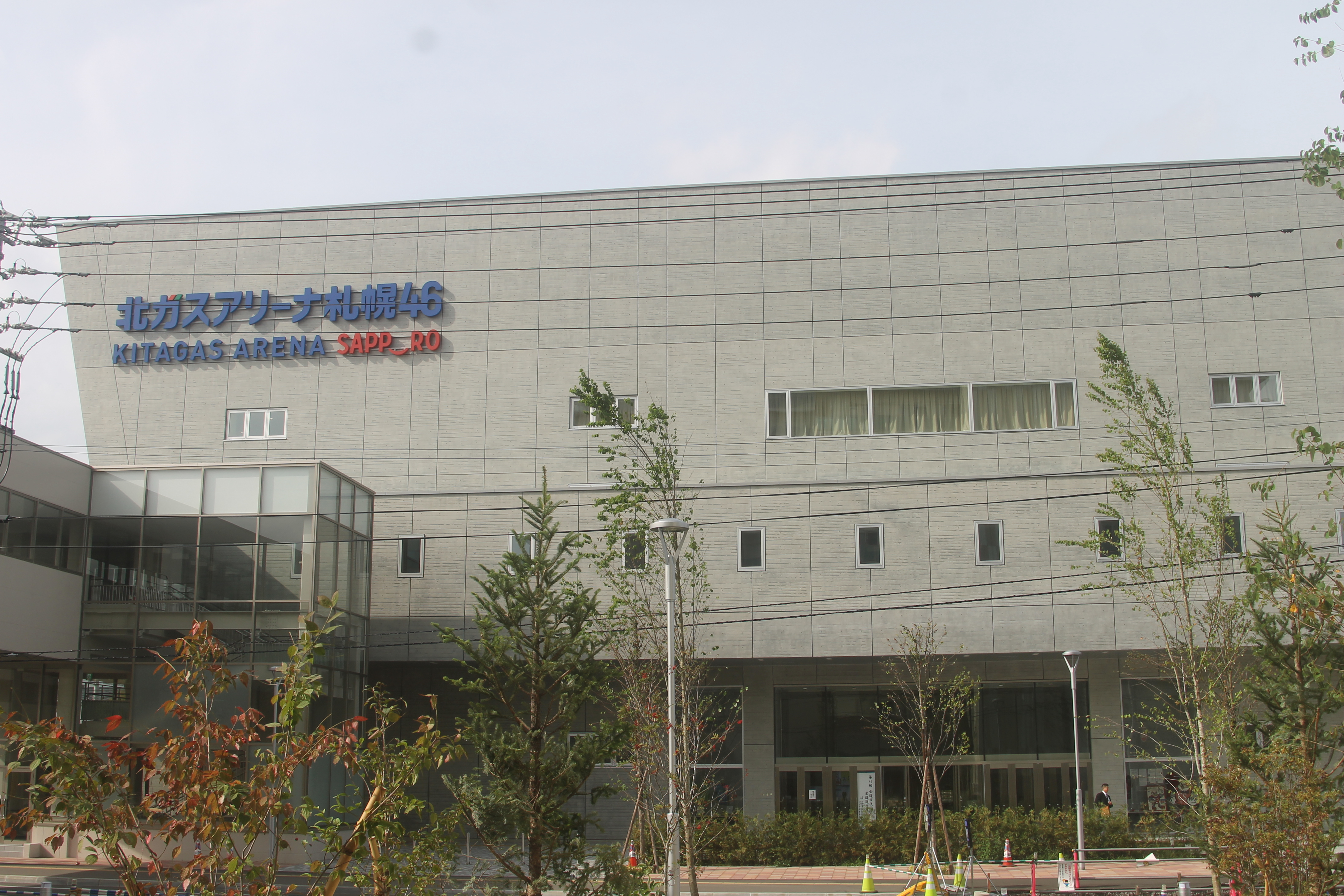
北ガスアリーナ札幌46
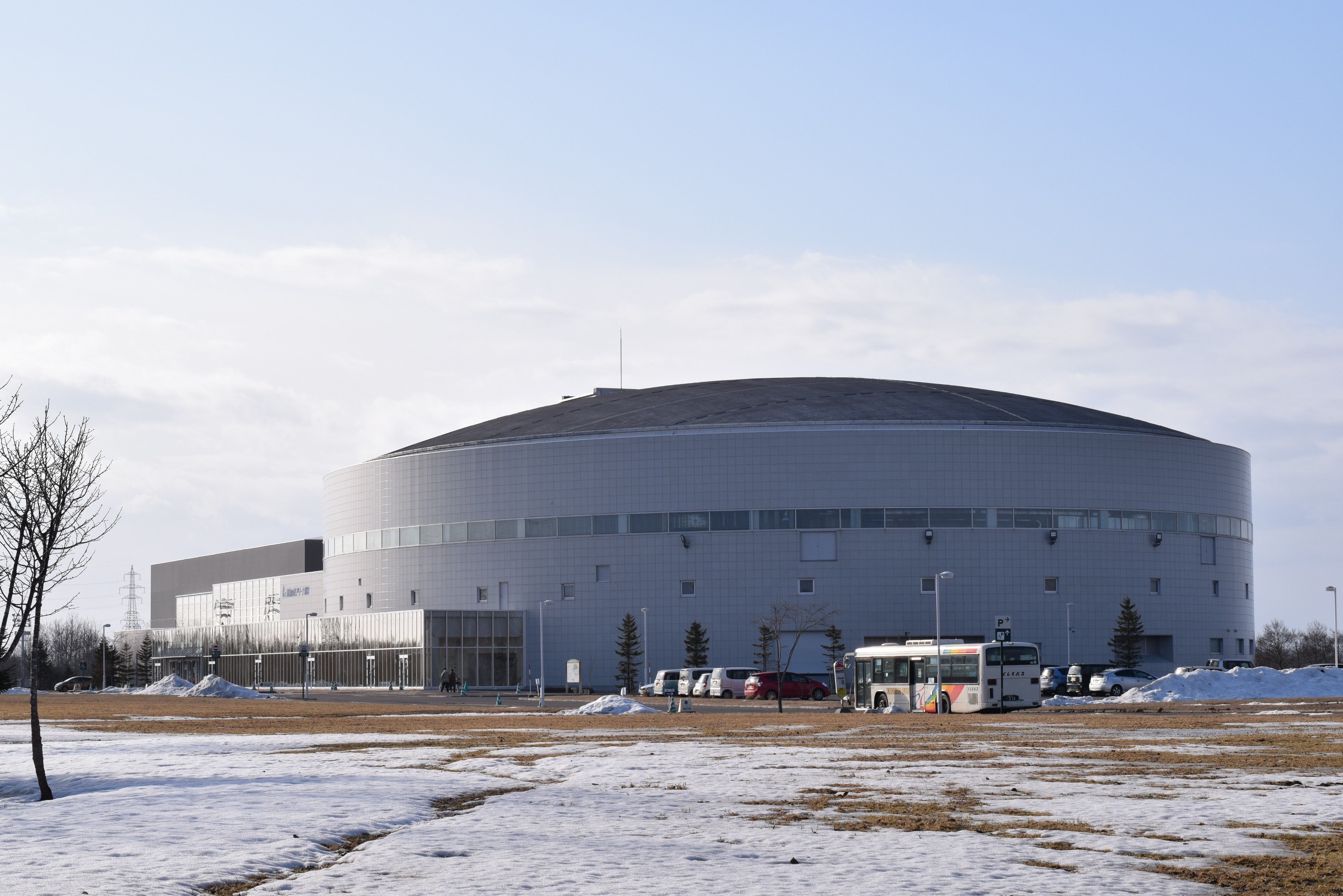
湿原の風アリーナ釧路
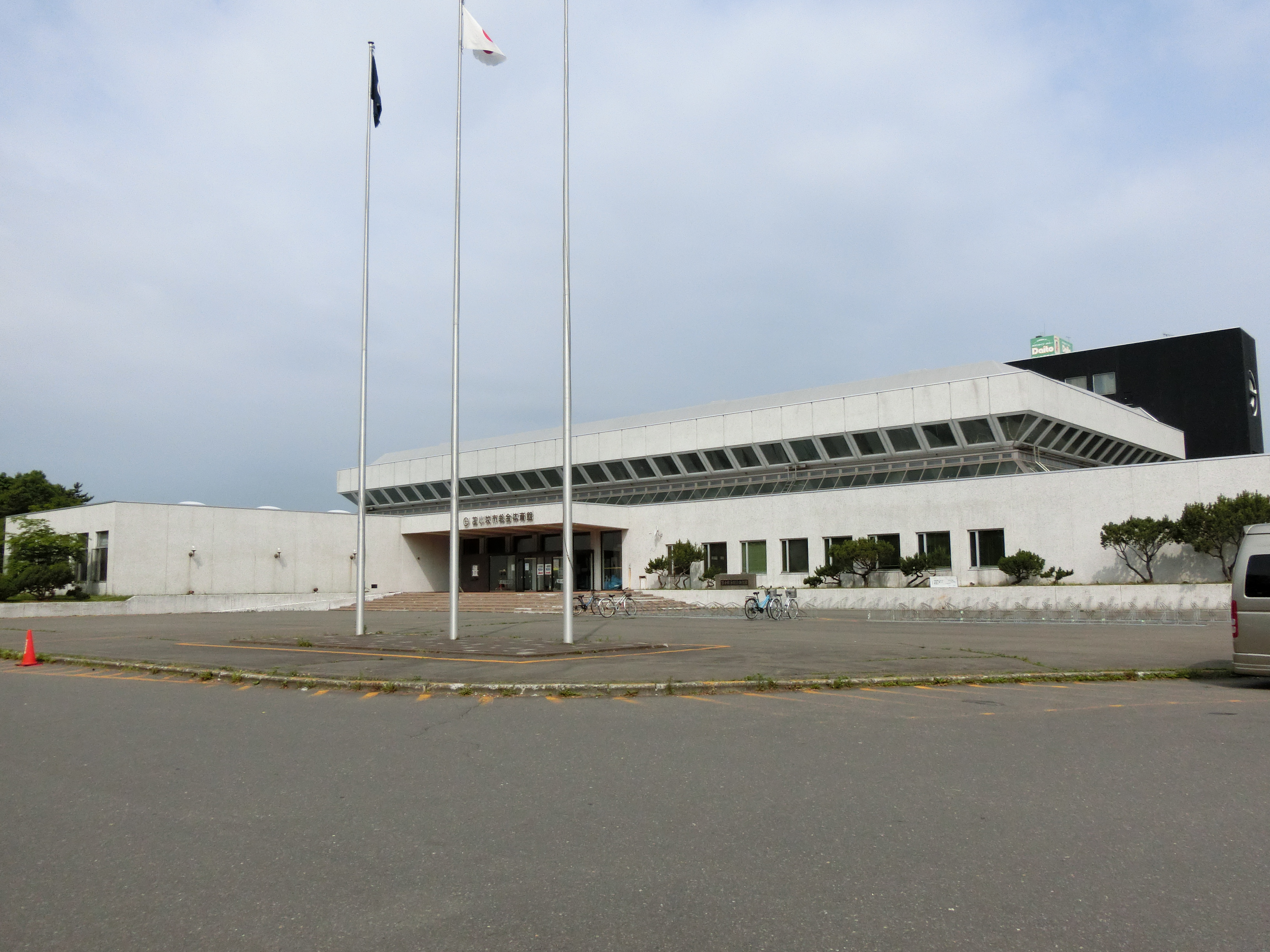
苫小牧市総合体育館

## ユニフォーム

### チームカラー
- ホワイト、    スカイブルー

### ユニフォームスポンサー
| 掲出箇所 | スポンサー名               |
| -------- | -------------------------- |
| 胸       | 明日佳グループ             |
| 左鎖骨   | 株式会社LEOC               |
| 背中     | 北海道銀行                 |
| 背中下   | 株式会社東洋電気産業       |
| 左袖     | T-LIFEパートナーズ株式会社 |
| パンツ右 | 山﨑建設工業株式会社       |

| シーズン | 胸             | 左鎖骨 | 右鎖骨   | 左袖     | 背中上                                          | 背中下       |
| -------- | -------------- | ------ | -------- | -------- | ----------------------------------------------- | ------------ |
| 09-10    | 明日佳グループ | 無し   | 無し     | LEOC     | 北海道銀行(GK) ジャパンエレベーターサービス(FP) | 無し         |
| 10-11    | 明日佳グループ | 無し   | 無し     | LEOC     | 北海道銀行                                      | 無し         |
| 11-12    | 明日佳グループ | 無し   | 無し     | LEOC     | 北海道銀行                                      | 無し         |
| 12-13    | 明日佳グループ | 無し   | 無し     | LEOC     | 北海道銀行                                      | 無し         |
| 13-14    | 明日佳グループ | LEOC   | 無し     | 旅っくす | 北海道銀行                                      | 無し         |
| 14-15    | 明日佳グループ | NISSHO | 泰進建設 | LEOC     | 北海道銀行                                      | 無し         |
| 15-16    | 明日佳グループ | LEOC   | 無し     | NICHIDO  | 北海道銀行                                      | 無し         |
| 16-17    | 明日佳グループ | LEOC   | 無し     | 旅っくす | 北海道銀行                                      | 無し         |
| 17-18    | 明日佳グループ | LEOC   | 無し     | 旅っくす | 北海道銀行                                      | 無し         |
| 18-19    | 明日佳グループ | LEOC   | 無し     | 旅っくす | 北海道銀行                                      | 無し         |
| 19-20    | 明日佳グループ | LEOC   | 無し     | 旅っくす | 北海道銀行                                      | 無し         |
| 20-21    | 明日佳グループ | LEOC   | 無し     | 旅っくす | 北海道銀行                                      | 無し         |
| 21-22    | 明日佳グループ | LEOC   | 無し     | 旅っくす | 北海道銀行                                      | 無し         |
| 22-23    | 明日佳グループ | LEOC   | 無し     | T-LIFE   | 北海道銀行                                      | 東洋電気産業 |
| 23-24    | 明日佳グループ | LEOC   | 無し     | T-LIFE   | 北海道銀行                                      | 東洋電気産業 |
| 24-25    | 明日佳グループ | LEOC   | 無し     | T-LIFE   | 北海道銀行                                      | 東洋電気産業 |
| 25-26    | 明日佳グループ | LEOC   | 無し     | T-LIFE   | 北海道銀行                                      | 東洋電気産業 |

### ユニフォームサプライヤー
(創設~23-24)SVOLME
(24-25~)GAViC

## シーズンスローガン
- 2009年：道産子の夢をのせて
- 2010年：超える！
- 2011年：Be GAMUSYARA
- 2012年：猛攻打破
- 2013年：一蹴心魂
- 2014年：劇闘
- 2015年：一瞬の虜に。
- 2016年：RUSH 〜突き進め〜
- 2017年：No limit! 〜熱くなれ〜
- 2018年：戦士奮迅 〜新時代へ〜
- 2019年：カチセメ 〜勝ちたいなら攻めつづけろ〜
- 2020年：北海道魂 ～HOKKAIDO STYLE～
- 2021年：挑夢（いどむ）
- 2022年：漸進（ぜんしん）
- 2023年：戦風（せんぷう）
- 2024年：Reboot
- 2025年：UNITE

## オフィシャルキャラクター
2009年7月13日に全道約2000校の小学校と中学校にキャラクターデザインの募集を15日に開始を発表。12月7日に一般投票が行われた。Fリーグ2009最終節で投票結果により決定した。2010年9月にオフィシャルキャラクターの名前を北海道民の公募により、Fリーグ2010第25節で名前を発表。
デザインエゾリスをモチーフにしたキャラクター
名前リスポ
- 種類:えぞりす
- 出身地:北海道
- 性別:オス